# ادیورا
ادیورا (به لاتین: Adiora) در مالی است که در tombouctou region واقع شده است.